# Nerwa
Nerwa, Marek Kokcejusz Nerwa (Marcus Cocceius Nerva; ur. 8 listopada 30 w Narni, zm. 27 stycznia 98 w Rzymie) – cesarz rzymski od 18 września 96 do swojej śmierci, pierwszy z tzw. pięciu dobrych cesarzy.

## Życiorys
Pochodził z prominentnego rodu senatorskiego związanego z rodziną panującą od początku cesarstwa. Syn Marka Kokcejusza Nerwy, konsula w 40 roku, i Sergii Plautilli, urodził się w miejscowości Narnia w Umbrii. Nosił przydomek Kreteński. Był przyjacielem cesarza Nerona. W 65 r. piastując urząd pretora wykrył i udaremnił spisek Pizona. W 71 roku był konsulem razem z cesarzem Wespazjanem. W 89 roku pełnił ważną rolę w zwalczeniu rebelii Saturninusa, dzięki czemu rok później został konsulem wraz z Domicjanem.

### Jako cesarz
Nerwa prawdopodobnie brał udział w spisku, który doprowadził do zabójstwa Domicjana 18 września 96 roku. Po śmierci cesarza został obrany przez senat jego następcą, m.in. z powodu niemłodego już wieku i bezdzietności. Po wstąpieniu na tron Nerwa starał się zdystansować od swojego poprzednika, nie przeprowadził deifikacji Domicjana, złożył przysięgę, że nie skaże żadnego senatora na śmierć, zaprzestał oskarżeń o zdradę, pozwolił wielu wygnanym wrócić do Rzymu. Prowadził mało wystawny tryb życia, podkreślał także, że jego rządy stanowią kontynuację dynastii julijsko-klaudyjskiej.
Nerwa nie był popularny wśród armii – w 97 spotkał się z rebelią gwardii pretoriańskiej, która ceniła sobie rządy Domicjana. Żołnierze domagali się ukarania zabójców poprzedniego cesarza, na co Nerwa początkowo zaoferował im swoją głowę, później jednak przystał na żądania gwardii i wydał Petroniusza Secudunsa oraz Parteniusza. Wydarzenie to pokazało słabość pozycji cesarza i skłoniło Nerwę do adoptowania i wskazania jako następcy Trajana – dowódcy wojsk na froncie germańskim. Cesarz zmarł trzy miesiące później – 27 stycznia 98 roku. Został pochowany w Mauzoleum Augusta.